# 양동의 향나무
양동의 향나무(良洞의 향나무)는 대한민국 경상북도 경주시 강동면 양동리에 있는 향나무이다. 1974년 12월 10일 경상북도의 기념물 제8호로 지정되었다.

## 개요
향나무는 우리나라 중부 이남을 비롯해 울릉도와 일본 등지에 분포하고 있으며, 상나무·노송나무로도 불린다. 이 나무는 강한 향기를 지니고 있어 제사 때 향을 피우는 용도로 쓰이며 정원수·공원수로도 많이 심는다.
양동의 향나무는 중요민속자료 제23호로 지정된 월성 손씨 종가의 사당 앞에 위치한다. 나무의 나이는 500년 정도로 추정되며, 높이는 약 7m, 가지의 폭은 동-서 약 12m나 된다. 자라는 기세가 매우 왕성하고, 분재처럼 나무의 밑동과 가지가 꾸불꾸불 꼬이며 사방으로 널리 퍼져있다.
전해 내려오는 이야기에 의하면, 조선 초기 문관이었던 손소 선생이 세조 2년(1456)에 집을 새로 짓고 그 기념으로 심었다고 한다.
양동의 향나무는 나이 500년의 오래된 나무로 심은 연대가 뚜렷하여 가치가 있을 뿐만 아니라, 현재 손씨 종가의 뜰에 심어져 있어 보호도 잘 되고있다.

## 같이 보기
- 경주 양동마을 송첨 종택 - 국가민속문화재 제23호

## 참고 문헌
- 양동의향나무 - 국가유산청 국가유산포털